# Minoranze di lingua tedesca
     "tedeschi europei": Il tedesco è lingua ufficiale (de iure o de facto) e la prima lingua della maggior parte della popolazione
     Il tedesco è lingua coufficiale, ma non la prima lingua della maggior parte della popolazione
     Tedesco (o un dialetto tedesco) è una lingua minoritaria legalmente riconosciuta (Quadrati: la distribuzione geografica è troppo dispersa / piccola per la mappa in scala)
     Tedesco (o una varietà di tedesco) è parlato da una minoranza considerevole, ma non ha alcun riconoscimento giuridico

"tedeschi europei": Il tedesco è lingua ufficiale (de iure o de facto) e la prima lingua della maggior parte della popolazione
Il tedesco è lingua coufficiale, ma non la prima lingua della maggior parte della popolazione
Tedesco (o un dialetto tedesco) è una lingua minoritaria legalmente riconosciuta (Quadrati: la distribuzione geografica è troppo dispersa / piccola per la mappa in scala)
Tedesco (o una varietà di tedesco) è parlato da una minoranza considerevole, ma non ha alcun riconoscimento giuridico

Le aree di lingua tedesca. In azzurro le zone con minoranze tedesche

Le minoranze di lingua tedesca sono quei gruppi di popolazione di lingua tedesca che risiedono (o risiedevano) in territori al di fuori degli stati in cui il tedesco è lingua ufficiale o maggioritaria.
Minoranze etniche di lingua tedesca si vennero a creare nei secoli scorsi attraverso gli insediamenti nell'Europa centrale e orientale (in tedesco Ostkolonisation); i trasferimenti mirati d'emigrazione; i flussi di profughi per motivi religiosi o politici; gli spostamenti di confini; le espulsioni dopo le due guerre mondiali nel XX secolo.

## Le minoranze di lingua tedesca nel mondo
Il gruppo religioso dei mennoniti, facenti parte dei tedeschi di Russia, che parlano principalmente il Plautdietsch, detto anche il tedesco basso dei mennoniti, (lingua colloquiale dei mennoniti di Russia residenti in insediamenti chiusi in Russia, in Ucraina, nel Kazakistan e America del Nord e del Sud). Per una vivace attività missionaria è aumentata la percentuale dei mennoniti che non parlano il tedesco.
I mennoniti di Russia, anche se formano una minoranza di lingua basso-tedesco orientale. Per tradizione vengono messi però nella categoria delle minoranze tedesche residenti all'estero. Gli insediamenti più grandi si trovano in Ucraina, in Russia, in Canada (Manitoba), negli Stati Uniti, in Messico, in Brasile, nel Belize e in Paraguay.

## Le minoranze di lingua tedesca nell'Europa settentrionale

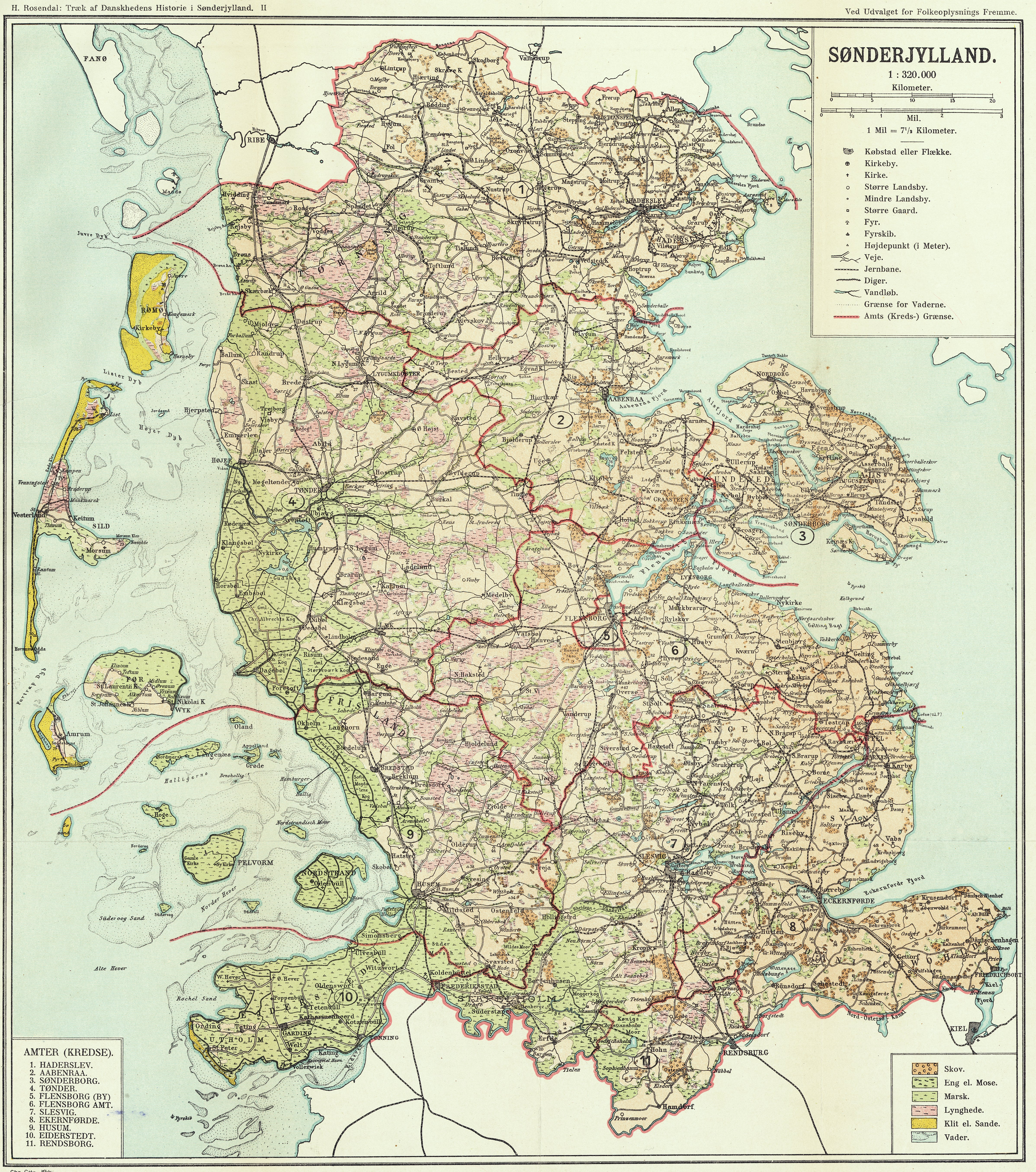
Lo Schleswig nel 1918

### Le minoranze di lingua tedesca nell'area baltico-scandinava
- I tedeschi dello Schleswig settentrionale in Danimarca

Siccome la maggior parte della popolazione era di origine danese, dopo la prima guerra mondiale, il territorio d'insediamento della minoranza tedesca fu dato alla Danimarca. In adiacenza al territorio suddetto c'è lo Schleswig meridionale, appartenente alla Germania, dove vive una minoranza danese.
- I tedeschi della Finlandia

Vivono/vivevano dal medioevo soprattutto a Vyborg (oggi città che appartiene alla Russia) e dal XIX secolo ad Helsinki.
- I tedeschi del Baltico

Presenti soprattutto in Estonia e in Lettonia e di meno in Lituania. Hanno contribuito alla cultura baltica. Nel 1939/40 su ordine di Hitler, sono stati quasi del tutto ricollocati nel Deutsches Reich come Volksdeutsche. I pochi rimasti in Estonia, circa 3.500, sono stati completamente assimilati nella cultura estone.
- tedeschi del territorio di Memel che oggi appartiene alla Lituania

Presenti assieme ai “Wolfskinder" (figli della lupa) durante la seconda guerra mondiale della Prussia orientale.
- I tedeschi negli ex-territori della Prussia Orientale

Nei territori orientali che appartenevano, al 31 dicembre 1937, al Deutsches Reich, pur essendone geograficamente separati dalla Polonia, viveva una comunità numerosa e maggioritaria di tedeschi prevalentemente di confessione luterana, interamente scomparsa dopo il secondo dopoguerra. Una minoranza germanofona pari a poche migliaia di unità è sopravvissuta nell'Oblast' di Kaliningrad (Federazione Russa), mentre nessuna minoranza è presente nel Voivodato della Varmia-Masuria, in Polonia.

## Le minoranze di lingua tedesca nell'Europa centrale e orientale
La maggioranza delle minoranze cristiane di lingua tedesca dell'Europa centrale e orientale furono espulsi nel 1945. Ancora peggio andò per il gruppo degli ebrei di lingua tedesca nell'Europa orientale, che per sterminio ed emigrazione sono quasi completamente scomparsi.

### Le minoranze di lingua tedesca della Polonia
La minoranza tedesca in Polonia è composta principalmente da tedeschi (circa 150.000 persone) che sono rimasti, dopo l'espulsione del 1945, nei territori ad est della Linea Oder-Neiße che appartenevano, al 31 dicembre 1937, al Deutsches Reich.
Le regioni della Pomerania, del Brandeburgo Orientale, della Slesia e della Prussia nord-orientale erano popolate per la maggior parte da tedeschi sin dal XIII secolo, momento della Ostkolonisation. Nella Prussia occidentale, nella Prussia sud orientale, a Poznań e nella parte orientale della Slesia Superiore esistevano già prima del XIII secolo.
- i tedeschi della Pomerania
- i tedeschi della Slesia
- i tedeschi nella Polonia centrale (i tedeschi di Pabianice)

In nero, le regioni dell'attuale Repubblica Ceca a maggioranza tedesca fino alla seconda guerra mondiale

- i tedeschi della Masuria

### Le minoranze di lingua tedesca nella Repubblica Ceca e in Slovacchia
- La popolazione tedesca della Boemia e della Moravia (regioni storiche della Repubblica Ceca) veniva chiamata Tedeschi dei Sudeti o Tedeschi di Boemia e Moravia. Queste genti, circa 3,2 milioni di persone, erano cittadini dell'Impero austro-ungarico, divenuti una "minoranza tedesca all'estero" quando nel 1918 fu fondata la Cecoslovacchia. Dopo la seconda guerra mondiale la popolazione di lingua tedesca fu quasi interamente espulsa verso Germania e Austria. Nella Repubblica Ceca, malgrado l'espulsione collettiva, a tutt'oggi si contano circa 40.000 Tedeschi dei Sudeti rimasti nel paese.
- I Tedeschi dei Carpazi della Slovacchia si stabilirono in quella zona dal XIII secolo. Nel 1938 si contavano poco meno 130.000 tedeschi, oggi circa 6.000. Un rappresentante di questo gruppo etnico è l'ex presidente slovacco Rudolf Schuster.

### I tedeschi in Ungheria, in Jugoslavia, in Romania e in Bulgaria
- Gli Svevi del Danubio, tra cui gli Svevi del Banato, i tedeschi della Bačka, gli Svevi di Satu Mare
- I Sassoni di Transilvania
- I Landler
- I tedeschi della Slavonia Orientale (Croazia)
- I tedeschi in Slovenia: Gottschee, Marburg, Laibach
- I tedeschi di Romania
- I tedeschi della Dobrugia
- I tedeschi della Bulgaria

### I tedeschi in Ucraina, in Russia, nel Caucaso e nell'Asia centrale

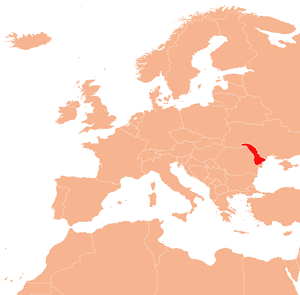
La Bessarabia in Europa

- I tedeschi della Galizia (trasferiti nel 1939 dai nazisti dall'Ucraina nel Deutsches Reich come “Volksdeutsche”)
- I tedeschi di Russia:
  - I tedeschi del Kazakistan
  - I tedeschi del Kirghizistan
  - I tedeschi del Volga (sono stati deportati sotto Stalin principalmente nell'Asia centrale)
  - I tedeschi della Volinia (sono stati deportati sotto Stalin principalmente nell'Asia centrale o sono stati trasferiti nel 1939 dai nazisti dall'Ucraina nel Deutsches Reich come “Volksdeutsche”)
  - I tedeschi del Caucaso (Orbeljanowka), una colonia nel Caucaso settentrionale fondata da tedeschi della Bessarabia, sostenitori della società del Tempio)
- I tedeschi del Mar Nero
  - I tedeschi della Bessarabia (sono stati trasferiti su base volontaria nel Deutsches Reich come “Volksdeutsche” nel 1940)
  - I tedeschi della Bucovina

## Le minoranze di lingua tedesca nell'Europa occidentale

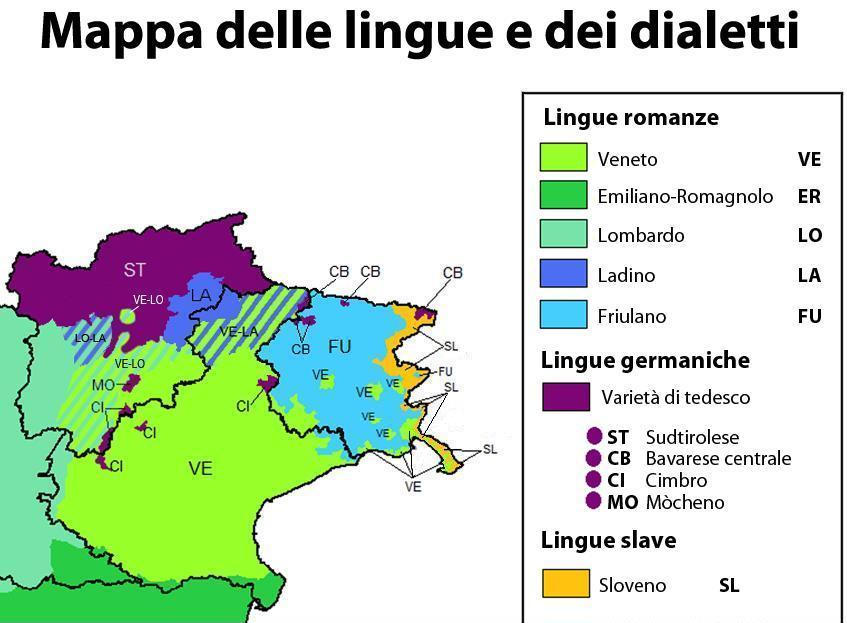
Lingue riconosciute dall'UNESCO e
loro diffusione nel Nord-est d'Italia

### I tedeschi in Italia

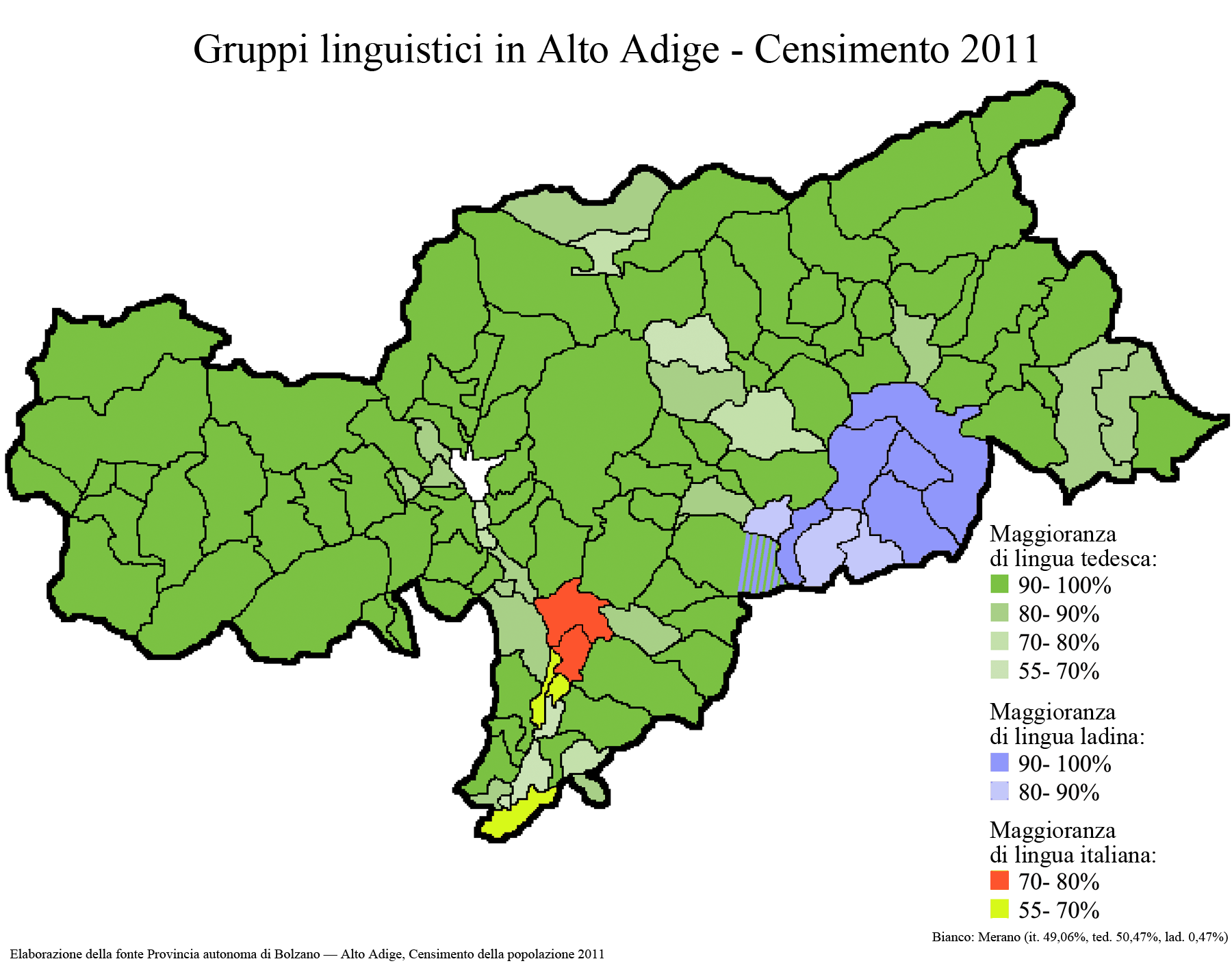
Distribuzione linguistica in Alto Adige (2011)

- I sudtirolesi germanofoni: nella Provincia autonoma di Bolzano, in Alto Adige, vivono, secondo il censimento dell'anno 2011, circa 314.000 persone di madrelingua tedesca su 505.000 abitanti, pari a circa i due terzi del totale. Il tedesco è maggioritario in 102 comuni su 116 ed è lingua ufficiale della provincia insieme all'italiano e al ladino. La zona in passato appartenente all'Impero austro-ungarico, colonizzata sin dall'alto medioevo da popolazioni germaniche (in primis i Bavari), fu annessa all'Italia dopo la Prima Guerra mondiale. Fino al 1918, anche la popolazione germanofona di Trento era significativa (circa il 3%).
- I mocheni o Bernstoler della Val Fersina, in Trentino.
- I cimbri vivono nell'Italia settentrionale, soprattutto in Trentino; si trovano a Luserna/Lusern (fino al 1918 anche a Lavarone/Lafraun e Trambileno/Trabelein), nell'Altopiano dei 7 Comuni Vicentini Asiago e Roana, nel Trevigiano Altopiano del Cansiglio e in provincia di Verona a Giazza.
- I walser sono alemanni e vivono nelle valli alpine italiane adiacenti al Canton Vallese della Svizzera, in particolare nelle alte valli del Lys e d'Ayas (Valle d'Aosta) e nell'alta Valsesia e Valle Anzasca (Piemonte).
- In Friuli-Venezia Giulia popolazioni autoctone di lingua tedesca vivono nei comuni della Val Canale (dialetti carinziani), a Timau presso il Passo di Monte Croce Carnico nel comune di Paluzza (dialetto carinziano molto arcaico, con influenze dal friulano), nel comune di Sauris (qui si parla un dialetto di ceppo tirolese) e infine, al confine nord occidentali della regione, nel comune di Sappada (dialetto tirolese). Fino al 1918, anche la popolazione germanofona di Trieste era significativa (circa il 5%). Il tedesco oltre a friulano, sloveno e all'italiano è una delle quattro lingue ufficiali della Regione Autonoma Friuli-Venezia Giulia. Si stima che in Friuli-Venezia Giulia vivano oltre 8.000 tedeschi.
- Seppure non ascrivibili a ragioni storiche ma presenti con continuità fin dal secolo XIX, circa 2000 tedeschi vivono stabilmente durante l'anno sulla sponda bresciana del lago di Garda, in particolare nei comuni di Salò, Gardone Riviera, Gargnano, Toscolano, Tremosine sul Garda, Limone sul Garda, Desenzano del Garda e Sirmione. Un centro di riferimento è la Chiesa Luterana di Gardone Riviera, mentre a Desenzano è attivo un Consolato Onorario della Repubblica Federale Tedesca.
- In Trentino vige l'obbligo di studiare il tedesco a partire dalla scuola d'infanzia.

### I tedeschi in Francia e Belgio
- I tedeschi dell'Alsazia e Lorena in Francia: l'Alsazia e la Lorena tedesca furono annesse dalla Francia a partire dal XVII secolo (la città di Mulhouse apparteneva alla Svizzera fino al 1798, quando tramite un plebiscito fu annessa alla Francia) e cambiarono da allora per quattro volte appartenenza a Germania e Francia. Dal 1918 agli anni '70 del XX secolo il governo francese tentò di sostituire il tedesco e i dialetti regionali (come ad esempio l'alsaziano) con il francese. Attualmente il tedesco o i dialetti sono minacciati di estinzione. La lingua madre tedesca oggi viene parlata quasi esclusivamente da persone che hanno almeno quarant'anni e quasi solo in privato, soprattutto in campagna. La trasmissione della lingua ai bambini è quasi completamente scomparsa a causa della politica linguistica in uso a partire dal 1944. Era infatti vietato parlare il tedesco o il dialetto.

- I cittadini belgi di lingua tedesca sono circa 70.000 persone. Il loro territorio d'insediamento, Ostkantone, oggi detto Comunità germanofona, fu annesso al Belgio dopo la prima guerra mondiale nel 1920. In questi territori i tedeschi del Belgio formano la maggioranza della popolazione.
- I lussemburghesi di Arlon (provincia del Lussemburgo belga) parlano il lussemburghese, che però non gode di alcuna ufficialità.

### I tedeschi in Spagna
I tedeschi in Spagna non sono una minoranza tradizionale, ma alcuni tedeschi scelgono questo paese come meta dove passare la vecchiaia o sono emigrati lì verso il 1960. Sull'isola di Maiorca vivono circa 22.000 tedeschi, che rappresenta il 3% della popolazione totale. Nelle Isole Canarie vivono circa 36.000 tedeschi.

## Le minoranze di lingua tedesca in Africa
- I Tedeschi della Namibia - discendenti dei coloni tedeschi e dei membri della cosiddetta "Schutztruppe" (esercito coloniale) a decorrere dalla colonizzazione tedesca nell'Africa sud-occidentale.
- I Tedeschi in Sudafrica
- Il tedesco è ancora parlato da alcuni gruppi isolati, discendenti dagli antichi coloni tedeschi che si stabilirono in quelle zone durante la dominazione coloniale tedesca sul Camerun, sul Togo e sulla Tanzania.

## Le minoranze di lingua tedesca nelle Americhe

### America del Nord
I tedeschi d'America: l'emigrazione tedesca oltreoceano
- I tedeschi del Texas
- Amish, mennoniti, ecc. (Pennsylvania Dutch)
- Hutteriti (anabattisti)
- in Canada (Manitoba)

### Minoranze di lingua tedesca in America Latina
- in Messico
- nel Belize
- in Cile
- in Brasile (tedeschi del Brasile, Riograndenser Hunsrückisch, un dialetto francone mosellano)
- in Argentina (Belgranodeutsch)
- in Paraguay
- in Venezuela (Alemán Coloniero)

## Le minoranze di lingua tedesca in Asia
- emigrati di lingua tedesca in Israele, soprattutto durante e dopo il periodo del nazionalsocialismo
- Tedeschi in Turchia, tra cui molti tedeschi del Bosforo che vivono a Istanbul e nelle vicinanze di Istanbul
- Nella città di cinese di Quingao, antica colonia tedesca, col nome di Kiautschou

## Le minoranze di lingua tedesca in Oceania
- I tedeschi in Australia
- I tedeschi discendenti dagli antichi coloni provenienti dalla Germania nella Papua Nuova Guinea (antica colonia tedesca Kaiser Wilhelmsland), nelle isole Samoa, antiche Samoa tedesche e in altre isole sparse nell'oceano Pacifico, che hanno dato vita a lingue come l'Unserdeutsch o Creolo tedesco di Rabaul.